# Суходолля (Новосибірська область)
Суходолля (рос. Суходолье) — селище у Убінському районі Новосибірської області Російської Федерації.
Входить до складу муніципального утворення Гандічевська сільрада. Населення становить 148 осіб (2010).

## Історія
Згідно із законом від 2 червня 2004 року органом місцевого самоврядування є Гандічевська сільрада.

## Населення
| 2002 | 2007 | 2010 |
| ---- | ---- | ---- |
| 180  | ↘159 | ↘148 |